# Puikojaure
Puikojaure är en sjö i Kiruna kommun i Lappland och ingår i Torneälvens huvudavrinningsområde. Sjön har en area på 0,146 kvadratkilometer och ligger 596,8 meter över havet.

## Delavrinningsområde
Puikojaure ingår i det delavrinningsområde (765528-168145) som SMHI kallar för Utloppet av Kåbmejaure. Medelhöjden är 689 meter över havet och ytan är 22,47 kvadratkilometer. Räknas de 3 avrinningsområdena uppströms in blir den ackumulerade arean 89,59 kvadratkilometer. Kåbmejåkkå som avvattnar avrinningsområdet har biflödesordning 3, vilket innebär att vattnet flödar genom totalt 3 vattendrag innan det når havet efter 569 kilometer. Avrinningsområdet består mestadels av öppen mark (20 procent) och kalfjäll (75 procent). Avrinningsområdet har 1,3 kvadratkilometer vattenytor vilket ger det en sjöprocent på 5,8 procent.